# Каганова Поліна Ісаївна
Поліна Ісаївна Каганова (нар. 8 жовтня 1911, Ніжин, Російська імперія (нині Чернігівська область) — пом. 12 жовтня 1972, Ленінград, Російська РФСР, СРСР) — радянська українська поетеса, авторка дитячих, ліричних та віршів на військову тематику.

## Біографія
Народилася Поліна 1911 року в Ніжині в родині Ісая Каганова та Софії Рахлиної. Закінчивши середню школу, сама почала працювати вчителькою. Після одруження переїхала до Харкова. В 1937 році був заарештований і розстріляний її чоловік Сергій Волокітін, а Поліна Каганова з сином Станіславом (1933—1970) повернулася до Ленінграда. Перед німецько-радянською війною одружилась з Левом Мойсейовичем Савранським (1906—1969), кінооператором з відділу документального кіно Ленфільму.
Її вірші почали з'являтися в армійських газетах, звучати на радіо поряд з віршами О. Берггольц. У 1942 році Поліна Каганова почала працювати співробітницею дивізійної багатотиражки «Прапор перемоги» разом з поетами Михайлом Дудіним, Вадимом Шефнером та Миколою Глейзаровим.
В 1943 році Поліну Каганову прикомандирували до ансамблю пісні і танцю 23-ї армії Ленінградського фронту «для участі у створенні репертуару».
Друкувалася в журналах і збірниках. У 1975 році вийшла книга віршів — «Солдат запасу».
Покінчила життя самогубством 1972 року.

## Родина
- Син — Фелікс Львович Савранський (1944—1991), головний режисер ЦПКіО; одружений з донькою театрального режисера Абрама Львовича Мадієвського (1924—2014) і актриси Вікторії Іванівни Тікке (1925—2015).
  - Онук — Лев Феліксович Савранський (нар.. 9 січня 1974), в 1994—2007 роках бас-гітарист групи «Джан Ку»[2].

## Публікації
1. «Солдат запаса» — Ленинград 1975  г..
2. Антология русского лиризма. XX век. том 2" — Москва Студия 2000 г.